# Sentier des Merisiers
Sentier des Merisiers (Třešňová stezka) je ulice v Paříži. Nachází se ve 12. obvodu. Jedná se o nejužší ulici v Paříži, neboť její šířka nepřesahuje jeden metr. V nejužším místě má pouhých 87 cm.

## Poloha
Ulice vede od Boulevardu Soult a končí u Rue du Niger. Z uličky vedou vstupy na zahrady k domům, které jsou pro Paříž netypicky postavené z hrázděného zdiva.

## Historie
Ulice byla otevřena kolem roku 1857 na území obce Saint-Mandé u bašty č. 8 pařížských hradeb. Získala své jméno po třešních, které ji v té době lemovaly. Tato část města Saint-Mandé byla v roce 1860 připojena k Paříži.

## Externí odkazy

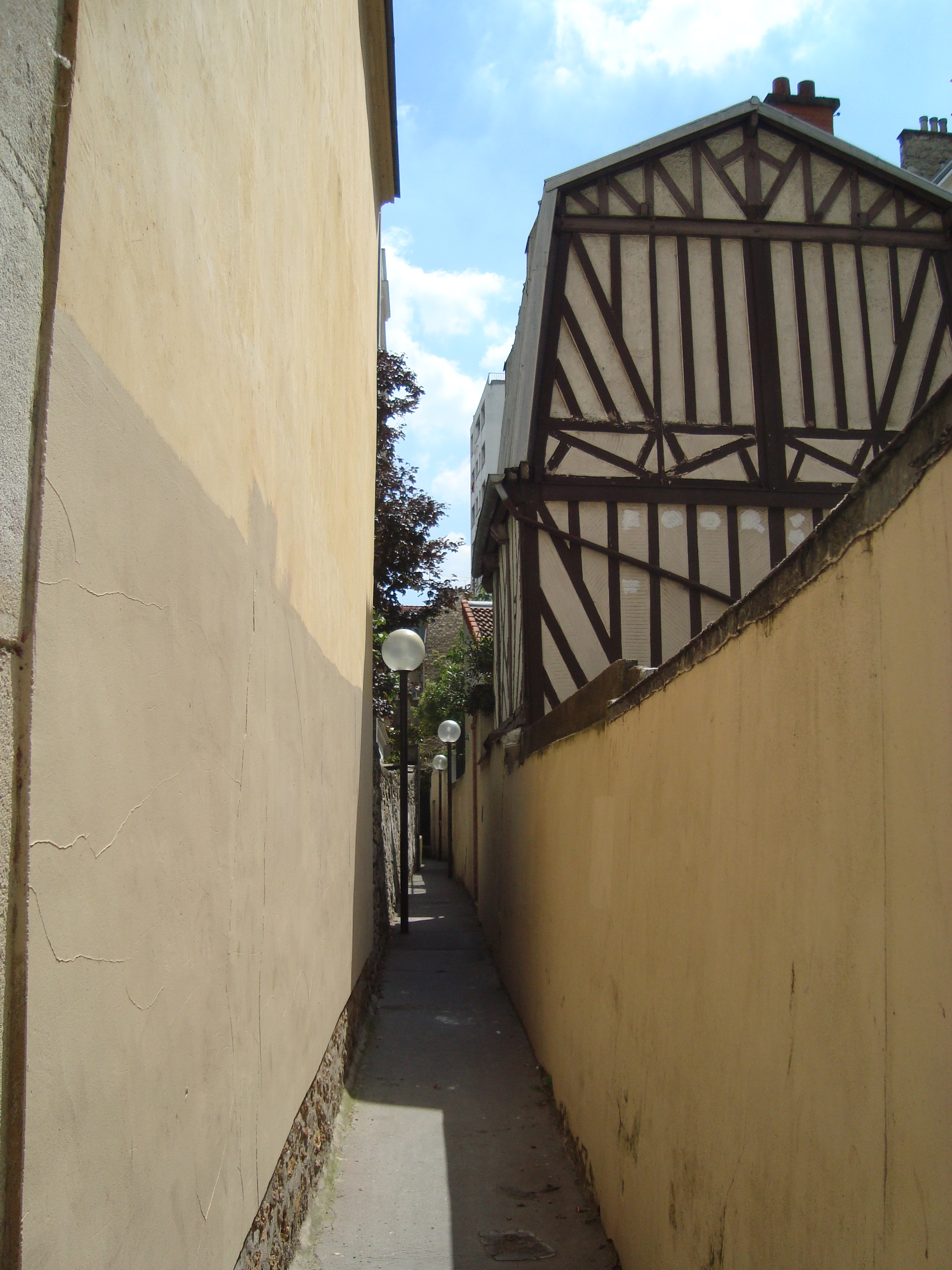
Pohled do uličky od Rue du Niger